# Willibald Pschyrembel
Willibald Pschyrembel [ˈvɪlɪˌbaltʰ pʃyˈʁɛmbl̩] (* 1. Januar 1901 in Berlin; † 26. November 1987 in West-Berlin) war ein deutscher Mediziner (Frauenarzt) und Universitätsprofessor in Berlin sowie 50 Jahre lang (von 1931 bis 1982) Herausgeber des von Otto Dornblüth begründeten Lexikons „Klinisches Wörterbuch“. Sein Name steht als Synonym für dieses deutschsprachige Standardnachschlagewerk der Medizin.

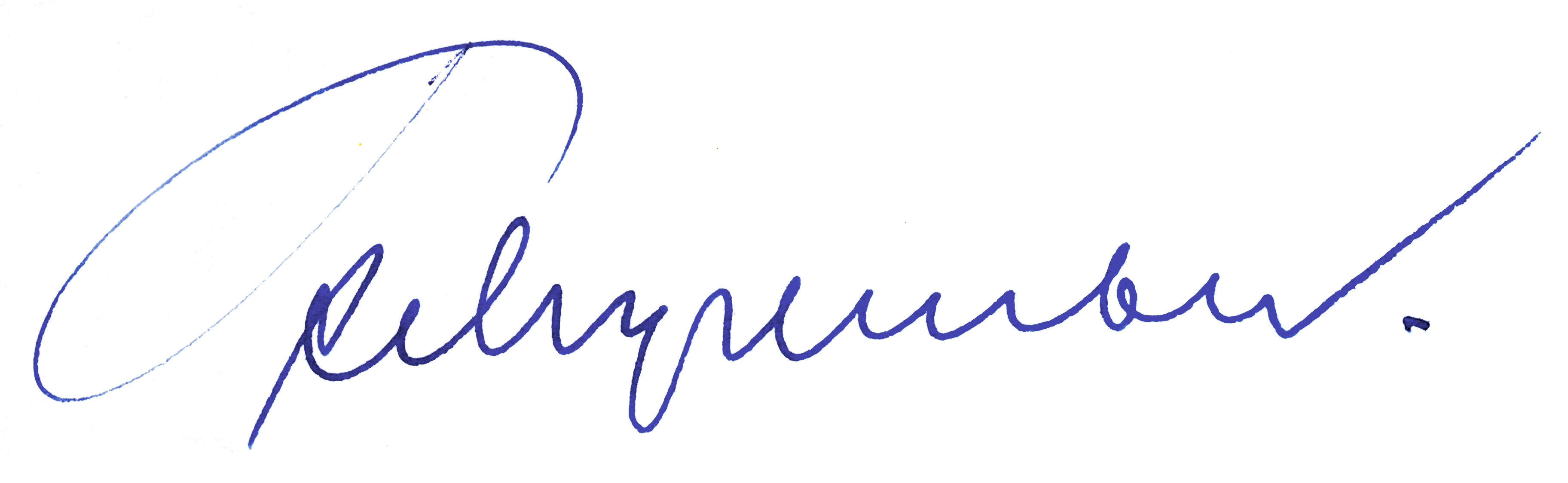
Signatur Willibald Pschyrembels

## Leben
Willibald Pschyrembel wuchs in Lüdenscheid auf und studierte von 1920 bis 1924 Naturwissenschaften mit dem Schwerpunkt Physik an der Friedrich-Wilhelms-Universität Berlin, wo er 1924 zum Doktor der Philosophie promoviert wurde (Entwicklung und Stand der Elektrotechnik in Japan). Danach übte er eine Tätigkeit als Physiklehrer aus, während derer er 1926 bis 1932 in Berlin Medizin studierte. Seinen Lebensunterhalt bestritt der musikalisch begabte Student durch aktive Teilnahme an Hausmusikveranstaltungen, die in den Häusern stattfanden, in denen er zur Untermiete wohnte. Prominente Conmusikanten waren u. a. Max Planck, Albert Einstein und August Bier.
Nach der Approbation war er ein Jahr als Medizinalpraktikant bei August Bier in der Inneren Abteilung am Martin-Luther-Krankenhaus in Berlin tätig. Im Jahr 1935 wurde Willibald Pschyrembel bei Ferdinand Sauerbruch mit der Arbeit Die Osteomyelitis der Patella zum Doktor der Medizin promoviert.
1935/1936 arbeitete er in der gynäkologischen Abteilung des Paul-Gerhardt-Krankenhauses in Berlin, ab 1936 als Oberarzt am Städtischen Krankenhaus Berlin-Neukölln. Von 1945 bis 1961 leitete er als Chefarzt die Frauenklinik des Berliner Krankenhauses im Friedrichshain. Pschyrembel habilitierte sich 1950 bei Walter Stoeckel und wurde 1952 als außerplanmäßiger Professor an die Humboldt-Universität berufen. Bedingt durch den Mauerbau am 13. August 1961 endeten die Tätigkeit des damals in Berlin-Westend an der Reichsstraße, später in der Halmstraße wohnenden Mediziners an dem im Ostteil der Stadt gelegenen Krankenhaus im Friedrichshain und die Lehrtätigkeit an der Charité. Pschyrembel betrieb danach im Westteil der Stadt eine eigene Praxis und widmete sich verstärkt der medizinischen publizistischen Tätigkeit.

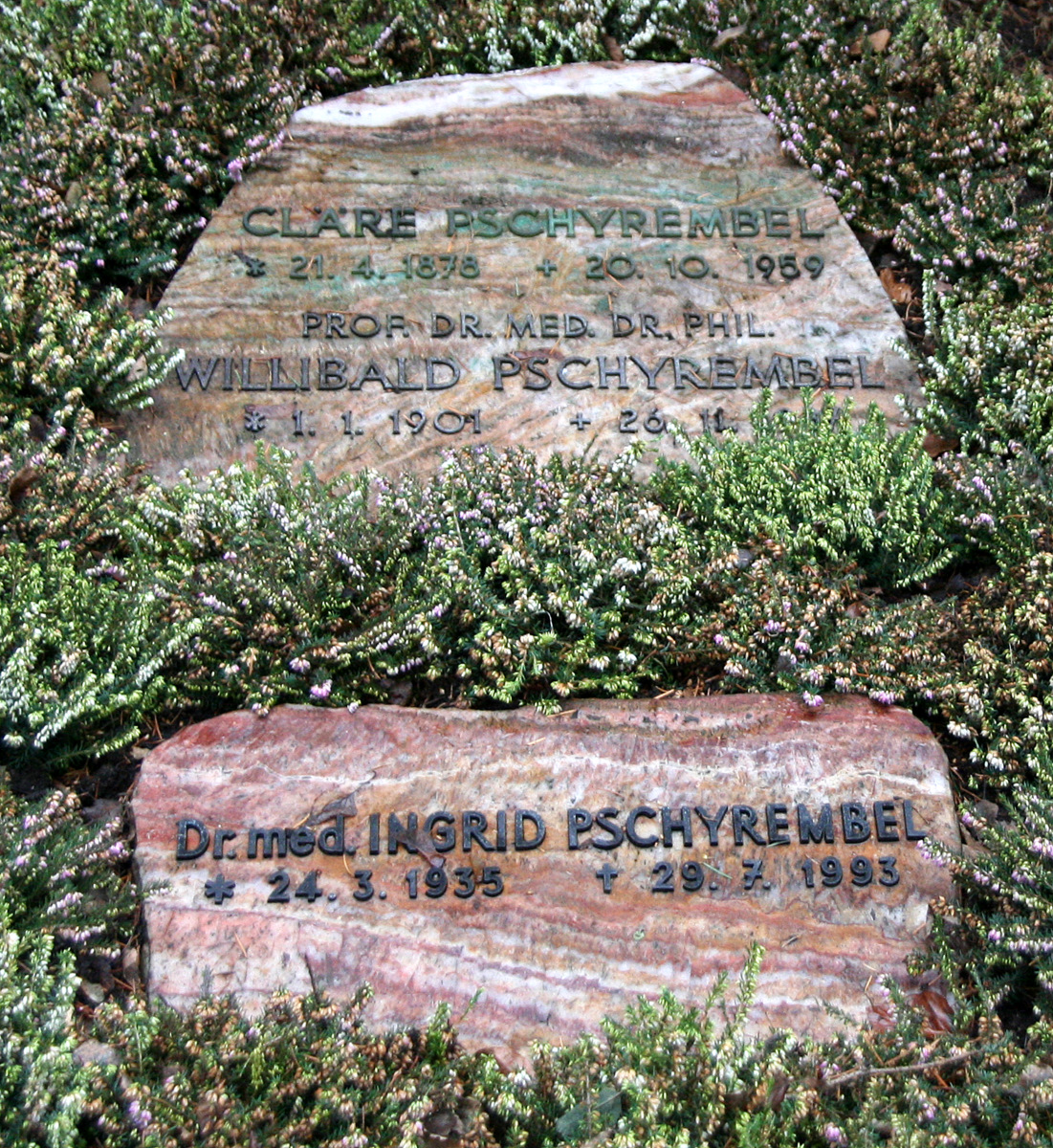
Grabstätte Willibald Pschyrembels, seiner Frau Ingrid sowie seiner Mutter

Er war in dritter Ehe verheiratet mit der Oberärztin Ingrid Pschyrembel geborene Stiefel (1935–1993). Sie war auch seine Mitarbeiterin.
Willibald Pschyrembel starb nach kurzer Krankheit im November 1987 im Alter von 86 Jahren in Berlin. Beigesetzt wurden seine sterblichen Überreste auf dem landeseigenen Friedhof Heerstraße im heutigen Ortsteil Berlin-Westend (Grablage: 11-B-6). Diese ruhen neben denen seiner Mutter Cläre Pschyrembel (1878–1959). Auch das Grab von Gattin Ingrid befindet sich dort.

## Werk
Von 1931 bis 1982 (254. Auflage) ergänzte Pschyrembel das von Otto Dornblüth 1894 (unter dem Titel Wörterbuch der medizinischen Kunstausdrücke) begründete Klinische Wörterbuch fortlaufend und gab es ab der 16. Auflage auch heraus. An der 185. bis 250. Auflage wirkten 17 namentlich genannte Fachärzte mit, darunter zum Beispiel sein Neffe Joachim Dudenhausen für das Fachgebiet Biochemie. Seit 1932 erscheint dieses Wörterbuch im Berliner Verlag Walter de Gruyter. Der Pschyrembel gilt als Standardwerk. Bis 2022 sind 268 Auflagen erschienen.
Seit Ende der 1990er Jahre verwendet der Verlag den Namen Pschyrembel auch als Marke für neue, das Klinische Wörterbuch ergänzende medizinische Wörterbücher.
„Man muss in der Geburtshilfe viel wissen, um wenig zu tun“, dieser Satz Pschyrembels kennzeichnet seine klinische Tätigkeit und ist, nicht nur auf die Geburtshilfe beschränkt, als wegweisend für die ganze Medizin anzusehen.

## Veröffentlichungen
- Klinisches Wörterbuch. 265. Auflage. Walter de Gruyter, Berlin 2013, ISBN 978-3-11-030509-8.[10]
- Praktische Geburtshilfe. Walter de Gruyter, Berlin 1947 (21., von Joachim Dudenhausen überarbeitete Auflage, 2011, ISBN 978-3-11-022868-7).
- mit Günter Strauss und Eckhard Petri: Praktische Gynäkologie. 5., neubearbeitete Auflage, Walter de Gruyter, Berlin 1991 (Reprint 2011), ISBN 978-3-11-003735-7.
- als Hrsg.: Die Therapeutische Registratur. Grundriß der gesamten Therapie in Karteiform. Neuauflage. Verlag „Die Therapeutische Registratur“, Berlin 1941.